# Problem obzorja
Problém obzórja (včasih tudi próblem homogénosti) je problem s standardnim kozmološkim modelom prapoka, ki ga je v glavnem identificiral v poznih 1960-ih Charles William Misner. Kaže na to, da različna predela Vesolja med seboj nista bila v stiku zaradi ogromne razdalje med njima, vendar imata vseeno enaki temperaturi in druge fizikalne značilnosti. To ni mogoče, če se privzame, da prenos informacij (ali energije, toplote ipd.) poteka v najboljšem primeru s hitrostjo svetlobe.
Teorije, ki poskušajo rešiti problem, so kozmična inflacija in teorije s spremenljivo hitrostjo svetlobe.

## Osnovni koncept
Pri opazovanju nočnega neba razdalje odgovarjajo tudi času v preteklosti. Če se opazuje galaksija, oddaljena deset milijard svetlobnih let od Zemlje, je navidezno takšna kot je bila pred desetimi milijardami let, saj je je v tem času svetloba prepotovala do opazovalca. Če bi opazovalec opazoval eno galaksijo oddaljeno deset milijard svetlobnih let v eni smeri, na primer proti »zahodu«, in drugo v nasprotni smeri proti »vzhodu«, bi bila skupna razdalja med njima dvajset milijard svetlobnih let. To pomeni, da svetloba iz prve galaksije še ni dosegla druge, saj je starost Vesolja, ki je približno enaka 13,8 milijard let, manjša od potrebnega časa, da se to zgodi. V splošnejšem primeru obstajajo deli Vesolja, ki so vidni opazovalcu na Zemlji in med seboj nevidni zunaj lastnih delčnih obzorij.
V standardnih fizikalnih teorijah nobena informacija ne more potovati hitreje od hitrosti svetlobe. V tem kontekstu »informacija« pomeni »poljubno fizikalno interakcijo«. Toplota na primer naravno prehaja iz toplejšega območja na hladnejše, kar je fizikalnem smislu zgled izmenjave informacij. V zgornjem zgledu dve obravnavani galaksiji nista mogli izmenjati kakršnihkoli informacij in nista v »kavzalnem stiku«. Zaradi tega bi bile njune fizikalne značilnosti različne in v splošnem bi imelo Vesolje v različnih deli različne značilnosti.
V nasprotju s takšnimi pričakovanji je opazovano vesolje razmeroma izotropno (enakosmerno), kar pomeni tudi homogenost (enovitost). Kozmično mikrovalovno prasevanje, ki zapolnjuje vesolje, ima skoraj povsod na nebu enako temperaturo – 2,728 ± 0,004 K. Temperaturne razlike so tako majhne, da je šele nedavno postalo možno razviti inštrumente, ki so sposobni izvedbe takšnih meritev. To predstavlja resen problem – če se je Vesolje začelo tudi z rahlo različnimi temperaturami v različnih delih, potem ne bi bilo načina, da bi se do sedaj ohladilo do enakih temperatur.
Po modelu prapoka, ko se je gostota vesolja pri razširjanju zmanjšala, je dosegla točko, kjer fotoni v »mešanici« delcev niso takoj neposredno zadevali snovi in so se razsklopili od plazme, ter se kot izbruh svetlobe razširili v Vesolje. To se je verjetno zgodilo približno 300.000 let po prapoku. Prostornina možne izmenjave informacij v tem času je bila skupno 900.000 svetlobnih let, če se vzame hitrost svetlobe in stopnjo razširjanja prostora v zgodnjem Vesolju. Vendar ima celotno nebo enako temperaturo, kar je prostnorninsko več za 1088.

## Inflacija
Teorija kozmične inflacije je poskušala rešiti problem, kakor tudi več drugih problemov, kot je na primer problem ravnosti s predpostavko kratkega 10−32 sekundnega obdobja eksponentnega razširjanja (poimenovanega »inflacija«) v prvih sekundah zgodovine Vesolja. Med inflacijo se je velikost Vesolja povečala za velikanski faktor. Pred inflacijo je bilo celotno vesolje majhno in kavzalno povezano. Med tem obdobjem so se fizikalne značilnosti izravnale. Inflacija je potem Vesolje hitro razširila in »zaklenila« enoličnost na velikih razdaljah.
Ena od posledic inflacije je, da so se anizotropije (raznosmernosti) v prapoku zmanjšale, vendar ne povsem izničile. Temperaturne razlike prasevanja je kozmična inflacija izravnala, vendar še vedno obstajajo. Teorija predvideva spekter anizotropij v mikrovalovnem ozadju, ki se večinoma sklada z opazovanji plovil COBE, WMAP in Planck.
Da bi inflacija lahko delovala, to zahteva izjemno posebne lastne začetne pogoje, kar je od leta 1986 pokazal Roger Penrose, tako da vzrok začetnih pogojev ni pojasnjen: »Obstaja neka osnovna napačna predstava o pojasnitvi enoličnosti zgodnjega vesolja, ki izhaja iz procesa termalizacije. [...] Če termalizacija dejansko dela nekaj [...], potem predstavlja končno povečevanje entropije. Zato bi bilo vesolje pred termalizacijo še bolj posebno kakor potem«.
Ponavljajoča kritika inflacije je, da ustrezno inflacijsko polje ne odgovarja nobenemu znanemu fizikalnemu polju in, da je njegova krivulja potencialne energije ad hoc domislica, ki naj bi prilagajala skoraj vse dosegljive podatke. Paul Joseph Steinhardt, eden od pobudnikov inflacijske kozmologije, je nedavno ostro kritiziral teorijo in pokazal, da inflacija ne razreši problema obzorja, saj dejansko tvori mnogovesolje z neskončnim številom zaplat, ki niso niti homogene in niti izotropne. V sliki mnogovesolij je malo verjetno, da je krajevno Vesolje homogeno in izotropno kakor kažejo opazovanja.

## Teorije s spremenljivo hitrostjo svetlobe
Kozmologijo s spremenljivo hitrostjo svetlovbe so neodvisno predlagali Jean-Pierre Petit leta 1988, John W. Moffat leta 1992, Andreas Johann Albrecht in João Magueijo leta 1998, da se pojasni kozmološki problem obzorja in predlaga alternativa kozmični inflaciji. Predlagali so tudi alternativni model s spremenljivo hitrostjo.
V Petitovem modelu s spremenljivo hitrostjo spremembo hitrosti svetlobe c spremljajo skupne spremembe vseh fizikalnih konstant skupaj s prostorskimi in časovnimi spremembami skalirnega faktorja, tako da vse enačbe in meritve teh konstant skozi razvoj Vesolja ostajajo nespremenjene. Einsteinove enačbe polja ostajajo invarianta prek primernih združenih sprememb c in κ v Einsteinovi konstanti. Po tem modelu se kozmološko obzorje povečuje kot R, prostorska skala, ki zagotavlja homogenost prvobitnega Vesolja, skladno z opazovalnimi podatki. Kasnejši model omejuje spremembo konstant na večji gostoti energije zgodnjega Vesolja, na samem začetku obdobja s prevladujočim sevanjem, kjer je prostor-čas poistoven s prostorsko entropijo s konformno ravno metriko.
Zamisel Moffata, Albrechta in Magueijoa je, da se je svetloba gibala za 60 redov velikosti hitreje v zgodnjem Vesolju, zato so imeli oddaljeni deli razširjajočega se Vesolja čas za medebojni vpli na začetku Vesolja. Ni znanega načina za rešitev problema s spreminjanjem konstante fine strukture, ker njena spremenljivost ne spremeni kavzalne zgradbe prostor-časa. Da bi se to doseglo, bi bilo treba spremeniti teorijo gravuitacije s spremenljivo gravitacijsko konstanto ali na novo definirati splošno teorijo relativnosti. Klasično kozmologije s spremenljivo hitrostjo svetlobe predlagajo rešitev problema s spreminjanjem količine c z zlomitvijo Lorentzeve invariantnosti Einsteinovih teorij relativnosti na poseben način. Sodobnejše formulacije ohranjajo krajevno Lorentzevo invariantnost.